# Nyssia (Pradier)
Nyssia è una scultura neoclassica in marmo pentelico dello scultore francese James Pradier. L'opera venne realizzata nel 1848 e oggi è conservata al museo Fabre di Montpellier.

## Storia
Nel 1844, lo scrittore francese Théophile Gautier pubblicò attraverso il giornale La Presse un racconto intitolato Il re Candaule (Le roi Candaule), che è una riscrittura di un episodio tratto dal primo libro delle Storie di Erodoto. La storia narra di Nissia, la consorte del re della Lidia Candaule, di come quest'ultimo faccia sì che una sua guardia, Gige, la veda senza vestiti per convincersi della sua bellezza, e della vendetta della regina, che porterà alla morte del sovrano. La versione di Gautier divenne ben presto molto nota nel mondo culturale francese, a tal punto che il nome Nissia (Nyssia in francese), che Gautier aveva ripreso da un resoconto di Tolomeo Efestione, divenne quello prevalente per riferirsi a questa figura, anonima nel racconto di Erodoto.
Ispirandosi alla versione della storia narrata da Gautier, James Pradier realizzò questa scultura marmorea e la espose al Salone che si svolse a Parigi nel 1848. L'opera attirò l'attenzione del pubblico, anche se non mancarono alcune critiche, e lo stesso Gautier apprezzò l'opera. Il ministero dell'interno si affrettò ad acquistare la scultura, che l'artista vendette a patto che venisse esposta al museo mompellierano. Dopo la morte dello scultore, avvenuta nel 1852, venne realizzato un monumento funebre in suo onore decorato con dei bassorilievi che ritraggono alcune delle sue opere più importanti, inclusa la Nyssia.

## Descrizione

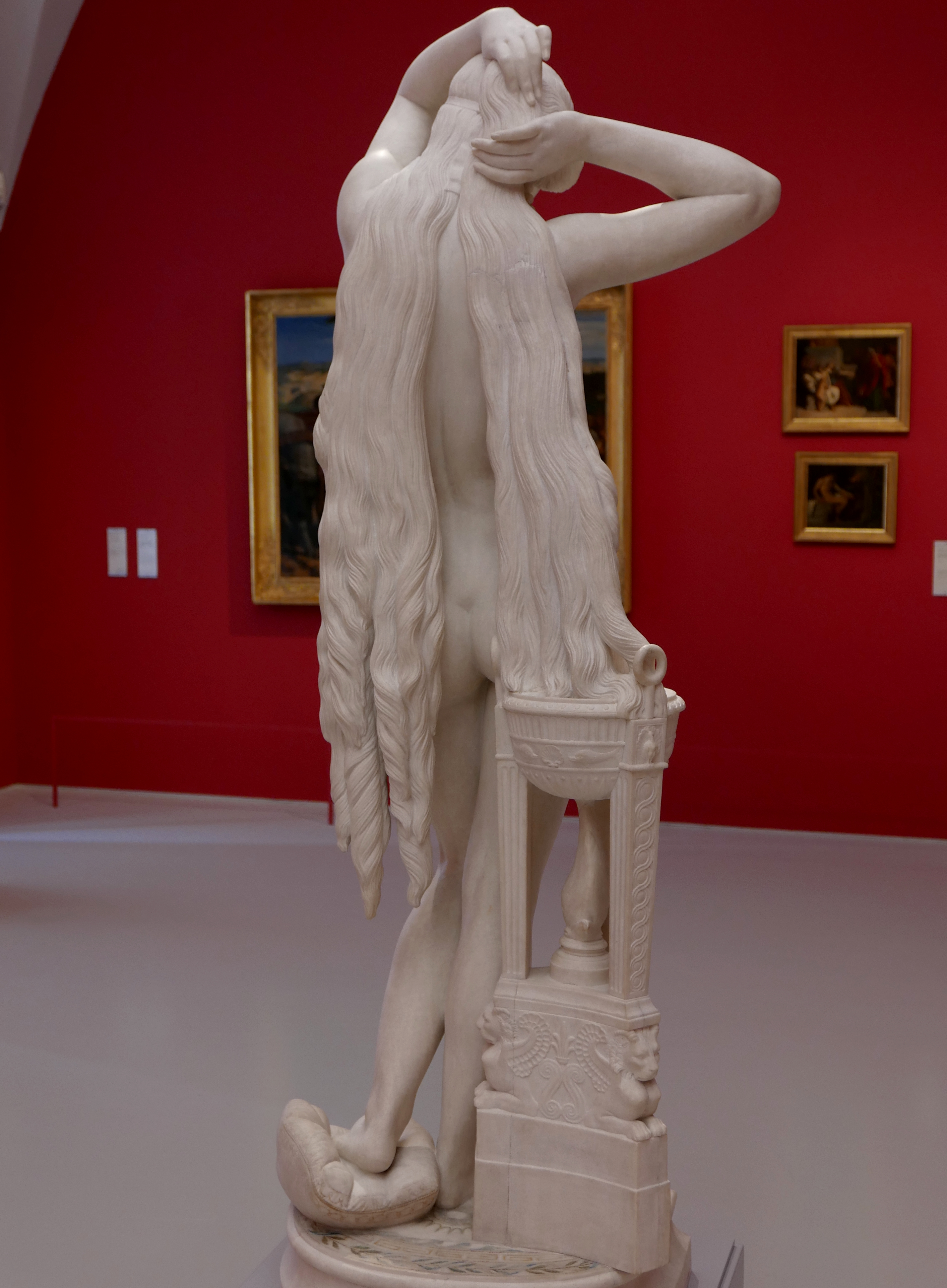
Vista posteriore.

Questa statua (che secondo un catalogo del museo Fabre del 1926 è stata realizzata a partire dal coperchio di un sarcofago antico) ritrae Nissia mentre si prepara per andare a letto, ovverosia il momento esatto scelto da Candaule affinché Gige, nascosto nella sua camera da letto, possa vedere la sovrana. Completamente nuda, Nissia viene ritratta mentre si sistema i capelli lunghissimi che ricadono, divisi in due code, lungo tutta la schiena. Sembra che la sovrana dei Lidi abbia interrotto la sua toeletta, come se avesse sentito qualcosa. Accanto alla regina si trova un tripode la cui base è decorata con tre sfingi alate, mentre il suo piede sinistro calpesta un cuscino. Alla voce Nyssia, il catalogo del Salone di quell'anno riporta il passo seguente tratto dal racconto di Gautier:
(Théophile Gautier, Il re Candaule, 1844)
Non mancarono comunque le critiche. Secondo un articolo apparso nella rivista Revue des deux mondes, lo scultore avrebbe dato alla sua creazione il nome Nyssia solo dopo averla scolpita, affermando inoltre che la figura non era così seducente come la Baccante di Auguste Clésinger, esposta quello stesso anno al Salone. Sempre secondo questo articolo, l'artista non avrebbe dato alla figura alcuni tratti fisici che avrebbero potuto renderla più orientale, come "i contorni arrotondati e la ricca pinguetudine" e l'occhio dalla forma "amigdaloide". Un'altra rivista, la Revue des modes, criticò la "volgarità della figura", ritenuta un difetto assai frequente nelle statue di Pradier.